# Église Notre-Dame-du-Travail de Bellevue
Pour les articles homonymes, voir Église Notre-Dame-du-Travail.
L'église Notre-Dame-du-Travail de Bellevue, située dans le quartier d'El Ouardia de la ville de Tunis en Tunisie, est une église catholique construite en 1926 pendant le protectorat français. Cédée au gouvernement tunisien en 1964, elle abrite désormais les bureaux de la délégation municipale.

## Historique de l'église
L'installation d'entreprises dans la banlieue sud de Tunis au début du XXe siècle est à l'origine de l'installation d'une nombreuse population ouvrière chrétienne qui justifie la création de la paroisse de Dubosville en 1913. Les premières messes se tiennent dans un local « abominable, inconfortable et mal placé » qui sert de chapelle. L'augmentation continue de la population locale attirée par la construction de cités ouvrières rend urgente la construction d'une église définitive. L'origine sociale des fidèles justifie qu'elle soit dédiée à Notre-Dame du Travail.
Sa conception est confiée à l'architecte Claude Chandioux. Celui-ci fait le choix de combiner les styles néo-roman et Art déco pour bâtir une église « simple et élégante de forme ». La façade principale de l'édifice est renforcée par de hauts contreforts assurant l'effet d'élévation. Elle est surmontée par un clocher-tour trapu. Un soubassement en pierres de taille jalonne la base de deux contreforts d'angles. Les façades latérales sont percées de fenêtres cintrées, à deux baies géminées, séparées par des contreforts. À l'intérieur, la haute nef unique de l'église est couverte par un plafond plat soutenu par des contreforts croisés. Une autre série de contreforts soutient les murs. Contrairement à la plupart des églises tunisiennes qui privilégient l'usage de la pierre, l'ossature de l'édifice est réalisée en béton armé.
|      | Baptêmes | Mariages | Sépultures |
| ---- | -------- | -------- | ---------- |
| 1920 | 17       | 6        | 3          |
| 1930 | 27       | 31       | 23         |
| 1940 | 124      | 37       | 36         |
| 1950 | 190      | 37       | 40         |
| 1960 | 58       | 16       | 16         |

## Bâtiment après l'indépendance
L'indépendance de la Tunisie en 1956 provoque le départ de beaucoup d'Européens. L'église est finalement fermée à l'occasion du modus vivendi signé entre le gouvernement tunisien et le Vatican le 10 juillet 1964. Le bâtiment est cédé gratuitement avec l'assurance qu'il ne sera utilisé qu'à des fins d'intérêt public compatibles avec son ancienne destination.
Il abrite désormais la délégation de la municipalité.